# Jan Szymański (zapaśnik)
Jan Szymański (ur. 19 kwietnia 1960 w Sieradzu, zm. 12 sierpnia 2005 tamże) – polski zapaśnik, medalista mistrzostw Europy, olimpijczyk z Moskwy 1980.

## Kariera klubowa
Wychowanek Piasta Sieradz. Później reprezentował barwy Gwardii Warszawa i Slavii Ruda Śląska.
Zawodnik walczący w stylu wolnym. Cztery razy zdobył tytuł mistrza Polski w latach: 1979 (waga piórkowa), 1983, 1985 (waga lekka), 1986 (waga półśrednia) oraz wicemistrza Polski w roku 1984 w wadze półśredniej. Był mistrzem pierwszej ligi indywidualnej.

## Kariera reprezentacyjna
Mistrz Europy Juniorów z roku 1980 – Turcja. Srebrny medalista mistrzostw Europy z roku 1984 w kategorii lekkiej.
Dwukrotny brązowy medalista mistrzostw Europy z roku 1979 (kategoria piórkowa) oraz z roku 1986 (kategoria lekka).
Uczestnik mistrzostw Europy w roku 1985 podczas których wystartował w wadze lekkiej zajmując 6. miejsce.
Na igrzyskach w Moskwie wystartował w wadze piórkowej zajmując 9. miejsce. Przegrał z Micho Dukowem z Bułgarii, zwyciężył Adnana Kudmaniego z Syrii, a w trzeciej rundzie przegrał z Raúlem Cascaretem z Kuby.

## Odznaczenia
Główny Komitet Kultury Fizycznej i Sportu udekorował zawodnika złotym Medalem za Wybitne Osiągnięcia Sportowe.